# Schiff Júlia
Schiff Júlia (Detta, Román Királyság, 1940 –) német–magyar író, költő és műfordító.

## Élete
A Bánságban, Temesvártól délre 40 km-re, multikulturális – főként német, magyar, román, szerb, bolgár családok lakta – településen, Dettán (Deta) született 1940-ben. Apai ágon ősei az akkori Magyarországra német bevándorlók voltak, de a család a nagyszülők fokán teljesen elmagyarosodott. Magyar anyanyelvű és érzelmű gyerek volt testvéreivel együtt. Felhőtlen gyerekkora volt 1948-ig. Az államosítás után a családja teljesen nincstelenné vált. Ügyvéd édesapját kidobták az ügyvédi kamarából. Édesanyja a nagy házat egyedül vitte, a kertet gondozta, és a három gyereket egymaga nevelte. Apja egy ideig taníthatott a magyar és a német iskolában, de – osztályellenségként – a tanügyben se tűrték meg. 1951. június 18-án éjjel családjával és számos más helyi szerb, német és magyar családdal öt évre Baragan pusztára (Bărăgan) deportálták.
1956-ban a deportált család visszatérhetett Dettára. Júlia és bátyja, Béla letehette az érettségit. Bélát nem vették fel Kolozsváron a Bolyai Tudományegyetemre, még csak nem is vizsgázhatott le, Júlia pedig, aki francia szakra készült (ez akkoriban csak a bukaresti egyetemen lett volna lehetséges), belátta, hogy szülei nem tudnak két gyereket egyidejűleg távoli egyetemen taníttatni. Ezért felvételizett a Temesváron újonnan megnyílt két éves román tannyelvű tanítóképzőn, utána, 1958-tól fogva általános iskolai tanítónőként vidéken dolgozott. A pedagógiai intézet befejeztével Majlátfalvára került magyar tanítónőnek. Később, egy másik iskola magyar tagozatát, amit vezetett, bezártak, akkor automatikusan átkerült román iskolába. 1969 és 1974 között román és francia filológiát tanult a Temesvári Nyugati Tudományegyetem Bölcsészettudományi Karán, szakdolgozata nyelvészeti tárgyú volt: „Az aktuális román lexikográfiáról”, ill. a szótárírásról szólt. Az egyetem elvégzése után tanárként dolgozott egy gimnáziumban.
Férjével együtt látogatta a temesvári Franyó Zoltán irodalmi kört. Akkor már írt és Bukarestben megszerezte a román–magyar műfordítói oklevelet. Fordításai a kortárs nagy magyar irodalomból (Déry Tibor, Moldova György, Szakonyi Károly stb.) a helyi „Orizontul” című román irodalmi lapban jelentek meg. Nem remélhette, hogy könyvek megjelenhessenek fordításában. Mandics György íróbarátjuk, akinek könyvét Ion Barbu román költőről Schiff magyarról románra fordította, csak úgy adhatta ki könyvét, hogy a bukaresti kiadónak Schiff lánykori nevét adta meg fordítóként.
1981-ben a Német Szövetségi Köztársaságba költözött férjével, Robert Schiff (Temesvár, 1934–München, 2020) festővel együtt, hogy kiszabadulhassanak Ceaușescu rendszeréből. Magyarországra települtek volna át, ha ez lehetséges lett volna. 1983-tól tizenöt évig, nyugdíjba vonulásáig a müncheni egyetem Román Filológiai Intézetének titkáraként dolgozott. Verseket, prózákat, kritikákat, esszéket, kulturális híradásokat és kultúrtörténeti cikkeket írt és ír, amelyeket újságokban, magazinokban és a rádióban közöltek. Magyarról románra, románról magyarra, magyarról németre és németről magyarra, illetve románról németre fordít irodalmi műveket, az 1970-es évek közepétől önálló kötetekben is. Többek között románról magyarra fordította Dan Radu Ionescu, Constantin Duică színdarabjait (1976, 1978), Veronica Balaj verseit (2010), németre fordította Kalász Márton, Zalán Tibor (1999, 2002) verseit, németről magyarra fordította Dagmar Nick és Jürgen Becker (2012, 2015) verseit. További magyar–német fordításai: Oláh János, Bertók László, Győrffy Ákos (két kötet), Zalán Tibor, Nemes Nagy Ágnes, Kalász Márton (két kötet), Marno János, Pongrácz P. Mária, Böjte Csaba, Fenyvesi Ottó, Mandics György / M. Veress Zsuzsanna.
2021-ben Magyar Arany Érdemkereszttel tüntették ki.

## Fontosabb művei
Az 1951–1956 közötti kitelepítés traumatikus időszakát apja, Büchl Antal naplója alapján a 2000-ben megjelent első regényében, a Steppensalzban örökítette meg, ami 2005-ben magyarul Bogáncsos táj: Egy kitelepített feljegyzései címmel jelent meg.
A 2016-ban megjelent Katzengold [Bolondok aranya] című regénye két fiatal, öt kisgyerekes bánáti bányász család Kaliforniába kivándorlásáról szól, melynek története nemrégiben felfedezett családi leveleken alapul. A szereplők teljesen hitelesek, a megőrzött levelek alapján mintázta meg őket. Közvetlen rokona csak Ágnes, a szegény, négy kisgyerekes asszony, aki, miután férje, Odilo az óceán áldozata lett, mosással tengeti életét, míg egy farmer feleségül nem veszi. Ágnes Dr. Buchwald József Arad városi főorvos legkisebb lánya és Maderspach Franciska húga, akit Haynau nyilvánosan megkorbácsoltatott Ruszkabányán. A vesszőztetésnek alighanem Ágnes is szemtanúja volt. A bányamérnök testvérpár Odilo és Guido érdekes figurák; sajnos nagyon drágán kellett megfizetniük az aranylázba vetett reményüket: az élettel, Odiloéval és Guido feleségéével.
2018-ban magyar versek kétnyelvű (német–magyar) antológiáját adta ki Schiff német fordításában a müncheni Lyrik Kabinett Stiftung Streiflichter / Fénycsóvák címmel.  Legutóbbi kötete egy ugyancsak kétnyelvű (német–magyar) Nemes Nagy Ágnes-antológia, Napfordulók / Sonnenwenden címmel, ami negyvenkilenc verset tartalmaz.

## Művei

### Regényei
- Steppensalz. Roman. Verlag Südostdeutsches Kulturwerk, München 2000; második kiadás: Pop Verlag, Ludwigsburg 2012, ISBN 978-3-86356-033-1. magyarul: Bogáncsos táj: Egy kitelepített feljegyzései, Marosvásárhely, Mentor, 2005, ISBN 973-599-128-4
- Reihertanz. Roman. Pop Verlag, Ludwigsburg 2011, ISBN 978-3-86356-014-0
- Verschiebungen. Roman. Pop Verlag, Ludwigsburg 2013, ISBN 978-3-86356-075-1
- Katzengold. Roman, Verlag danube books, Ulm 2016, ISBN 978-3-946046-05-9

### Verseskötete
- Nachtfalterzeit. Gedichte. Wiesenburg Verlag, Schweinfurt 2008, ISBN 978-3-940756-18-3

### Fordításai

#### Magyarról németre
- Tibor Zalán: És néhány akvarell = Und einige Aquarelle: versek = Gedichte, Weissach i. T., Alkyon, 1999. ISBN 3-933292-23-9
- Márton Kalász: Dezimierungszettel. Mit Robert Schiff. Neue Zeitung-Bücher, Band 3, Budapest 2002. ISBN 963-8333-06-5
- Márton Kalász: Dunkle Wunde. Hölderlin-Gedichte. Mit Robert Schiff. Verlag Das Wunderhorn, Heidelberg 2003. ISBN 963-9101-54-0
- Ákos Győrffy: Regungslos. Gedichte. Pop Verlag, Ludwigsburg 2012. ISBN 978-3-86356-048-5
- Streiflichter. Fénycsóvák. Anthologie ungarischer Gedichte. Zweisprachige Ausgabe Ungarisch / Deutsch. Nachworte von Orsolya Kalász und Árpárd Hudy. Edition Lyrik Kabinett, München 2018, ISBN 978-3-93877-647-6
- Ágnes Nemes Nagy: Sonnenwenden / Napfordulók: Ausgewählte Gedichte. Vorwoth von Győző Ferencz. Ludwigsburg, Pop Verlag, 2021.

#### Németről magyarra
- Dagmar Nick: Beszélgetés árnyakkal: versek, Budapest, Cédrus Művészeti Alapítvány – Napkút K., 2012. ISBN 978-963-263-279-7
- Jürgen Becker: Pajták a határban: versek. Arad, Concord Media Jelen, 2015. ISBN 978-973-7658-52-4

#### Románról magyarra
- Dan Radu Ionescu: Ez nem színjáték, Timişoara, Centrul de Indrumare a Creaţiei Populare, 1976.
- Constantin Duică: Bibó és a többiek: színdarab, Timişoara, Centrul de Îndrumare a Creaţiei Populare şi a Micării Artistice de Masă al Judeţului Timiş, 1978.
- Veronica Balaj: Piruett gólyalábakon: versek, Budapest, Ámon, 2010. ISBN 978-963-86761-6-0

## Fordítás
- Ez a szócikk részben vagy egészben  a   Julia Schiff című német Wikipédia-szócikk ezen változatának fordításán alapul.  Az eredeti cikk szerkesztőit annak laptörténete sorolja fel. Ez a jelzés csupán a megfogalmazás eredetét és a szerzői jogokat jelzi, nem szolgál a cikkben szereplő információk forrásmegjelöléseként.